# Сант'Ана д'Алфаедо
Сант'А̀на д'Алфаѐдо (на италиански и на венециански: Sant'Anna d'Alfaedo) е малко градче и община в Северна Италия, провинция Верона, регион Венето. Разположено е на 939 m надморска височина. Населението на общината е 2553 души (към 2015 г.).